# Sparti
Sparti (în greacă: Σπάρτη) este un municipiu din Laconia. Acesta se află pe locul Spartei, cetatea care a cunoscut o evoluție  militară glorioasă în Grecia Antică și care a fost integrată în actualul Sparti.

## Istorie
După epoca de glorie din Antichitate, Sparta a decăzut, devenind în Evul Mediu un sat relativ mic.
În 1834, după Războiul de independență, regele Otto al Greciei a decretat că satul va fi reconstruit, devenind un oraș amplasat pe teritoriul Spartei antice.
Orașul modern Sparti a fost conceput cu intenția de a se crea unul dintre cele mai frumoase orașe din Grecia.

## Orașul modern
În prezent, Sparti este capitala administrativă a prefecturii Laconia.
Sparti este centrul unei zone agricole care se concentrează pe valea râului Eurotas. Este centrul local de prelucrare al produselor agricole locale, cum ar fi citricele și măslinele.

## Diviziuni administrative
Din punct de vedere administrativ, Sparti este împărțit în câteva zone :
- Faris
- Karyes
- Mystras
- Oinountas
- Pellana
- Sparti
- Therapnes

## Locuri importante
În centrul orașului se află Muzeul Arheologic, la nord-vest se află monumentul lui Leonidas, iar la sud-vest se află catedrala orașului.
La nord de orașul modern încep ruinele Spartei antice. La intrarea (poarta) de sud a Acropolei cunoscută sub numele de Lakedaemonia, există Rotonda, Teatru și Templul Atenei Chalkioikos. La ieșirea din Acropole, către poarta de nord, există rămășițele celor mai vechi ziduri ale cetății antice, Heroon și altarul lui Licurg, în timp ce la est se află sanctuarul lui Artemis Orthia.

## Orașe înfrățite
- Beirut, Liban
- Niš, Serbia
- Stamford, Connecticut
- Catonsville, Maryland
- Moreland, Victoria
- Sopron, Ungaria